# Манна, Дженнаро
Дженнаро Манна (итал. Gennaro Manna; 12 декабря 1715 года, Неаполь, Королевство Неаполь — 28 декабря 1779 года, там же) — итальянский композитор и музыкальный педагог.

## Биография
Дженнаро Манна родился 12 декабря 1715 года в Неаполе, в королевстве Неаполь в семье Джузеппе Марии Манна и Катерины Фео. Музыкальное образование получил в консерватории Сант-Онофрио-ди-Порта-Капуана, где примо-маэстро (первым учителем) был его дядя Франческо Фео.
Первая опера Дженнаро Манна «Тит Манлий» (итал. Tito Manlio) была поставлена на сцене Театро Арджентина в Риме 21 января 1742 года. Опера имела зрительский успех, и композитор получил заказ на новую оперу для театра Санд-Джованни-Кризостомо (театр Малибран) в Венеции. На карнавале 1743 года состоялась премьера его оперы «Хосрой, царь Персии» (итал. Siroe re di Persia). После возвращения в Неаполь, он сочинил в соавторстве с Николой Бонифачо Логрошино праздничную оперу «Торжественное представление на Рождество Христово» (итал. Festa teatrale per la nascita dell'Infante), которая никогда не была поставлена. В 1744 году Дженнаро Манна был назначен капельмейстером в капелле сената Неаполя, сменив на этом посту Доменико Сарро. В январе 1745 года в театре Сан-Карло была поставлена его опера «Ахилл в Скиросе» (итал. Achille in Sciro), также получившая признание со стороны зрителей. 1 октября 1755 года, после смерти Франческо Дуранте, Дженнаро Манна был принят на место примо-маэстро (первого учителя) в консерваторию Санта-Мария-ди-Лорето. В работе ему помогал секондо-маэстро (второй учитель) Пьетро Антонио Галло. Одним из учеников композитора был Джузеппе Джордани.
В 1760 и 1761 годах им были написаны последние оперы «Эней в Куме» (итал. Enea in Cuma) и «Фемистокл» (итал. Temistocle). В январе 1761 года Дженнаро Манна стал преемником дяди Франческо Фео на месте капельмейстера в церкви Сантиссима Аннунциата Маджоре в Неаполе, а в мае того же года получил место капельмейстера в кафедральном соборе Неаполя. До самой смерти композитор продолжал писать духовные сочинения.
Дженнаро Манна умер 28 декабря 1779 года в Неаполе.

## Творческое наследие
Творческое наследие композитора включает 16 опер, 8 ораторий, многочисленные кантаты,   духовные и вокальные сочинения.